# Стеуйнь (Хунедоара)
Стеуйнь, Стеуйні (рум. Stăuini) — село у повіті Хунедоара в Румунії. Входить до складу комуни Балша.
Село розташоване на відстані 291 км на північний захід від Бухареста, 20 км на північний схід від Деви, 94 км на південний захід від Клуж-Напоки, 147 км на схід від Тімішоари.

## Населення
За даними перепису населення 2002 року у селі проживала 71 особа, усі — румуни. Усі жителі села рідною мовою назвали румунську.